# 空間速度
空間速度 是一個天體相對於太陽或本地靜止標準 真實的運動。 

## 天測學
它在銀河座標系統的組成都常使用U、V、和W，單位為公里/秒。U的方向朝向銀河中心為正值，V的正值是銀河轉動的方向，W以朝向銀河北極方向為正值。這些速度分量可以從觀察徑向速度、自行和視差來計算。

## 化學
在化學反應器的設計中也有空間速度，這是表示體積流量和反應器空間的關係。它通常以SV表示，並且與在化學反應器中的停留時間，τ相關聯。
在關係式中，SV = 1/τ = 體積流量/體積
空間速度和停留時間的計算要在相同的條件下。
空間速度，在化學反應器的設計上，可以顯示在單位時間內需要供應多少的物料讓反應器空間來處理。例如，一個空間速度是7 hr−1的反應器，每小時能夠處理的物料是1 hr−1的反應器體積的7倍。

## 註解
1. ↑  Johnson & Soderblom 1987, Astronomical Journal 93, 864